# Podosphaeraster
Famille
Genre
Les Podosphaeraster sont un genre d'étoiles de mer de l'ordre des Valvatida, le seul de la famille des Podosphaerasteridae.

## Description et caractéristiques
Les espèces de ce genre ont la particularité d'être parfaitement sphériques. 
C'est un genre d'étoiles de mer relativement isolé et ancien, qui pourrait dater du Crétacé ; il fut probablement très abondant et largement réparti, même si les quelques espèces vivantes aujourd'hui semblent rares.

## Liste des genres
Selon World Register of Marine Species (30 mai 2014) :
- genre Podosphaeraster A. M. Clark, 1962
  - Podosphaeraster gustavei Rowe, 1985
  - Podosphaeraster polyplax A. M. Clark, 1962 -- Pacifique ouest
  - Podosphaeraster pulvinatus Rowe & Nichols, 1980 -- pacifique ouest
  - Podosphaeraster somnambulator McKnight, 2006
  - Podosphaeraster thalassae Cherbonnier, 1970 -- Atlantique nord-est
  - Podosphaeraster toyoshiomaruae Fujita & Rowe, 2002

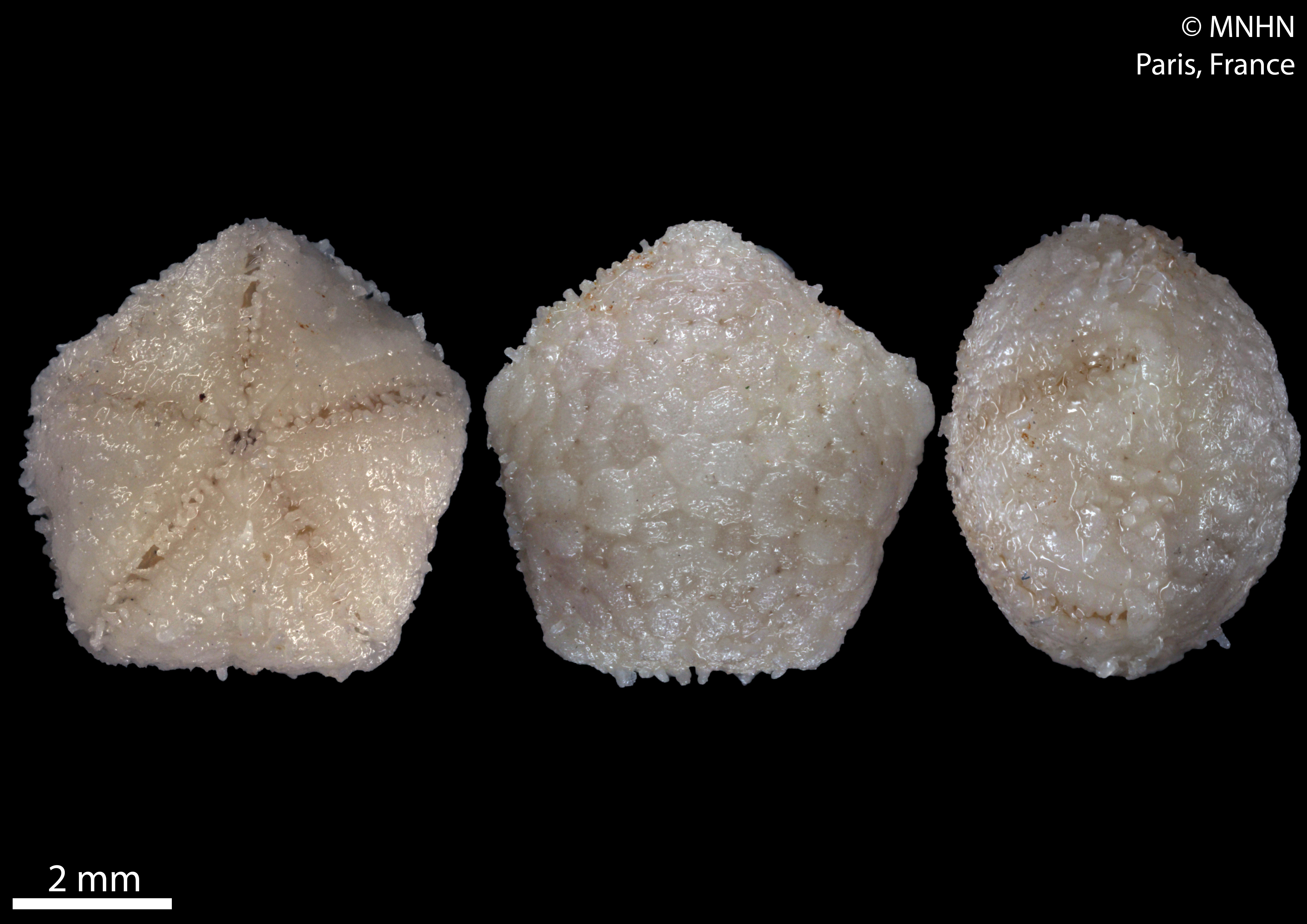
Podosphaeraster gustavei (MNHN)
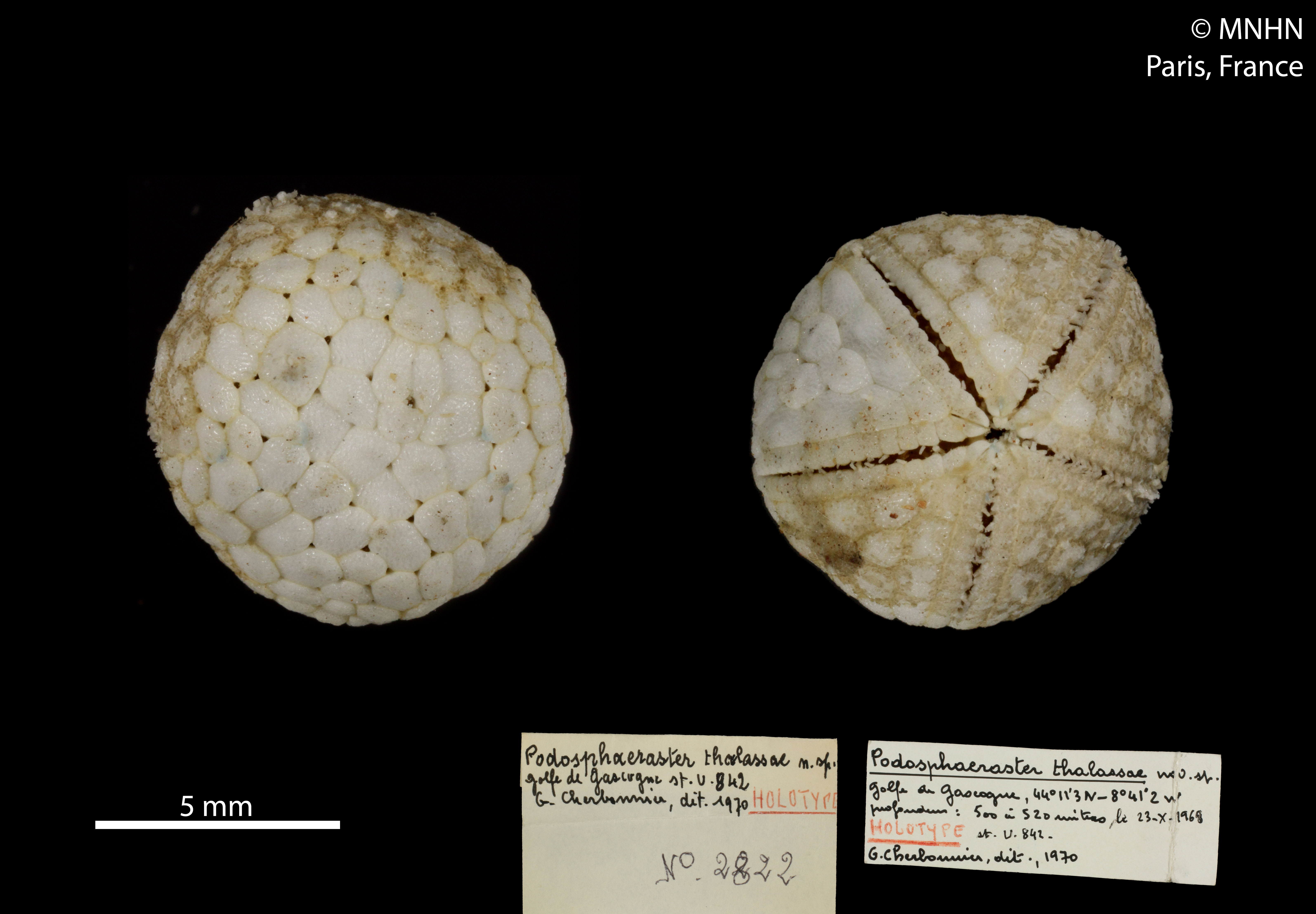
Podosphaeraster thalassae (MNHN)